# فورد کانتر

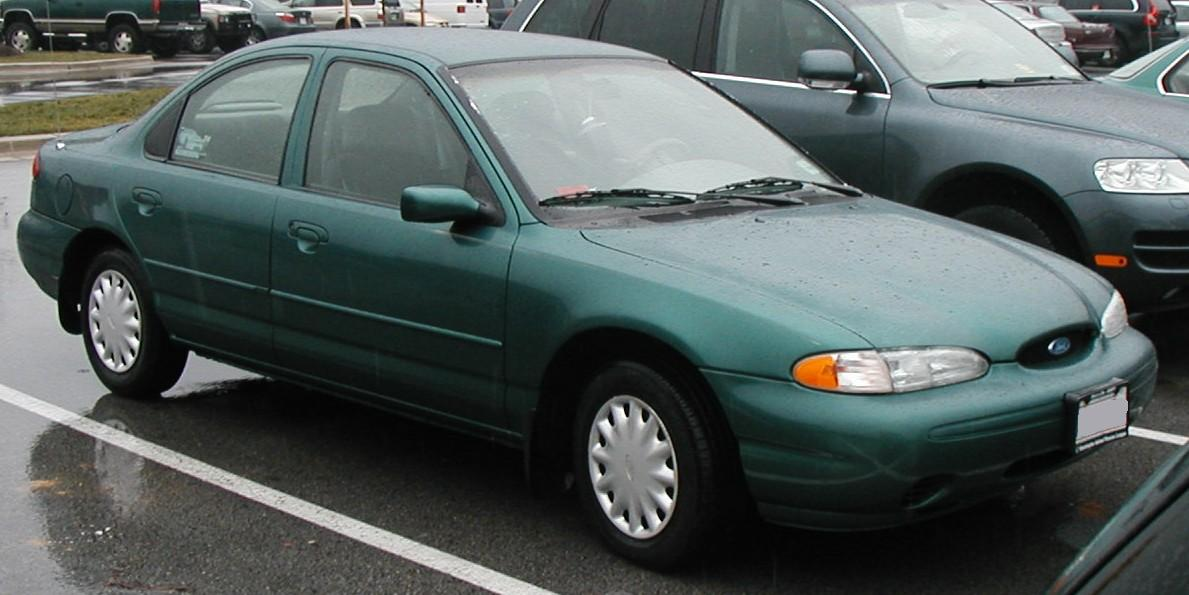

فورد کانتر (Ford Contour) خودرویی است که در سال‌های ۱۹۹۵ تا ۲۰۰۰تولید شده‌است. طراحی آن خودروهای موتور جلو-محور جلو بوده است. سیستم جعبه‌دندهٔ آن ۴ دنده به دو صورت خودکار و دستی است.